# Marina Kaye

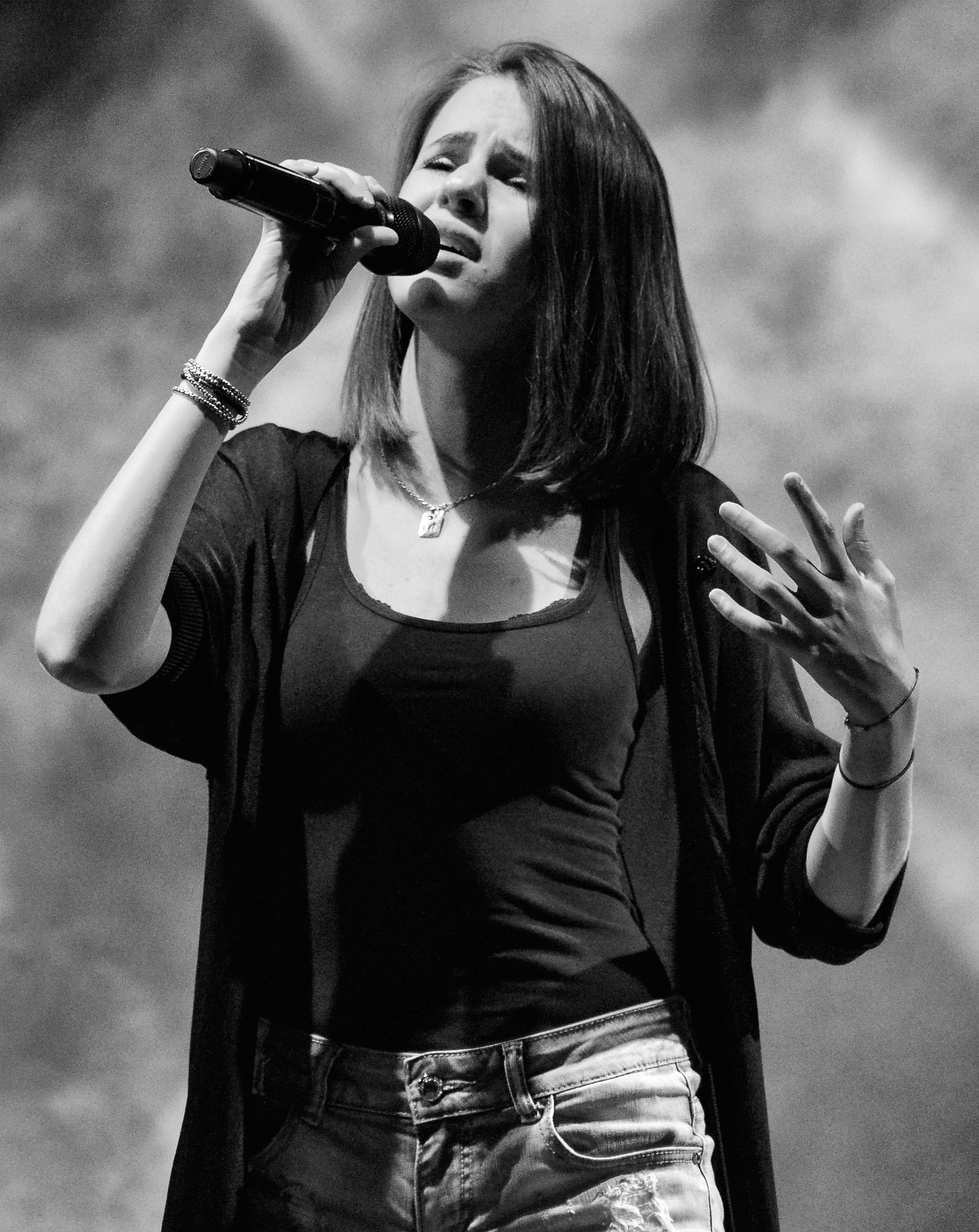
Marina Kaye während eines Auftritts im Jahr 2017

Marina Marie Madeleine Dalmas [maʁina maʁi madlɛn dalmas] (* 9. Februar 1998 in Marseille), bekannt unter ihrem Künstlernamen Marina Kaye [maʁina kɛj], ist eine französische Popmusikerin. Neben der Tätigkeit als Sängerin tritt Dalmas auch als Songwriterin und Komponistin in Erscheinung.
Bekannt wurde sie durch ihre im Jahr 2014 veröffentlichte Single Homeless sowie der gleichnamigen EP. Im Mai 2015 erschien ihr Debütalbum Fearless, welches dreimal mit Platin ausgezeichnet wurde. Dalmas' zweites Studioalbum Explicit aus dem Jahr 2017 erhielt in Frankreich Goldstatus.

## Biografie

### Kindheit und Jugend
Marina Marie Madeleine Dalmas kam im 9. Arrondissement in Marseille als Tochter von Jean Marc Dalmas und Nadège Godsky Dalmas zur Welt, wuchs aber in der südfranzösischen Stadt Allauch auf. Ihr Vater ist gebürtiger Franzose und ihre Mutter, die als Hausfrau arbeitete, ist algerisch-kabylischer Abstammung. Sie besitzt zwei ältere Geschwister.
Kaye studierte bis zu ihrem 15. Lebensjahr an der Yves-Montand-Hochschule in Allauch, bevor sie nach London ging und sich den Arbeiten ihres ersten Albums widmete.
Marina Dalmas sang bereits als Kind sehr viel und begann mit zehn Jahren, Coverversionen von verschiedenen Interpreten auf ihrem YouTube-Kanal zu posten. Im Alter von 13 Jahren bewarb sich Dalmas bei La France a un incroyable talent, der französischen Version von Das Supertalent. Mit ihrer Interpretation der Adele-Songs Rolling in the Deep und Set Fire to the Rain sowie dem Song Firework von Katy Perry konnte sie schließlich das Publikum überzeugen und den Wettbewerb gewinnen. Nach ihrem Sieg bei Incroyable Talent hörte Dalmas aus persönlichem Interesse mit dem Gesang auf. Erst Jan Erik Frogg, ein Klassenkamerad, konnte sie überzeugen, weiterzumachen.

### Musikdebüt mitFearless(2015–2016)

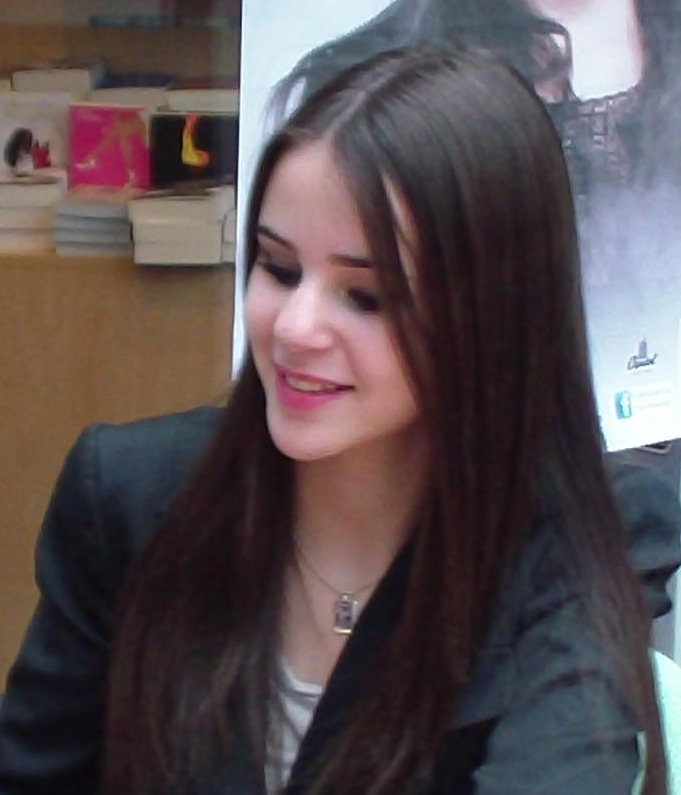
Marina Kaye (2015)

Es dauerte etwa drei Jahre, bis Dalmas ein Management gefunden, einen Plattenvertrag mit Universal Music unterschrieben und ihre Karriere vorbereitet hatte. Im Herbst 2014 verbreitete sie unter ihrem neuen Künstlernamen Marina Kaye das Lied Homeless, das im Internet schnell die Grenze von 1 Million Aufrufen überschritt. Als es Anfang 2015 offiziell veröffentlicht wurde, stieg es in Frankreich und im französischsprachigen Teil Belgiens auf Platz 1 der Charts und hielt sich dort jeweils für 2 Wochen. Das Debütalbum Fearless folgte im Mai und erreichte in beiden Ländern die Top 10. In der Schweiz kamen Single und Album jeweils auf Platz 25 der Schweizer Hitparade.
Neben der Leadsingle Homeless erschienen vier weitere Lieder als Singleauskopplungen, darunter Sounds Like Heaven und Dancing With The Devil. Freeze You Out wurde von der australischen Sängerin Sia Furler sowie dem Produzent Chris Braide geschrieben. Innerhalb eines halben Jahres waren bereits 100.000 Exemplare verkauft worden; zu Beginn des Jahres 2016 erhöhte sich die Zahl auf 250.000. In Frankreich wurde das Album dreifach mit Platin ausgezeichnet.
Am 24. Januar 2016 war Dalmas in einer Ausgabe von Le Hit W9 zu sehen. Im Monat danach erschien der Song The World Belong To Us, ein Bestandteil des Soundtracks des Zeichentrickfilms Robinson Crusoe. Ihre 13-tägige Tournee durch Frankreich begann im November 2015 und endete im April 2016 in Paris. Dort trat Dalmas im berühmten Olympia auf.
Am 14. September veröffentlichte der Rapper Soprano die Tracklist seines bevorstehenden Albums L'Everest. Die Kompilation Mon Everest entstand in Zusammenarbeit mit Dalmas und erschien am 10. Oktober. In den französischen Musikcharts stieg sie auf Rang 11 und erhielt Gold- sowie Platinstatus. In Belgien erreichte die Single Platz 32 in den wallonischen Charts. Ein dazugehöriges Musikvideo erschien am 18. November auf YouTube.

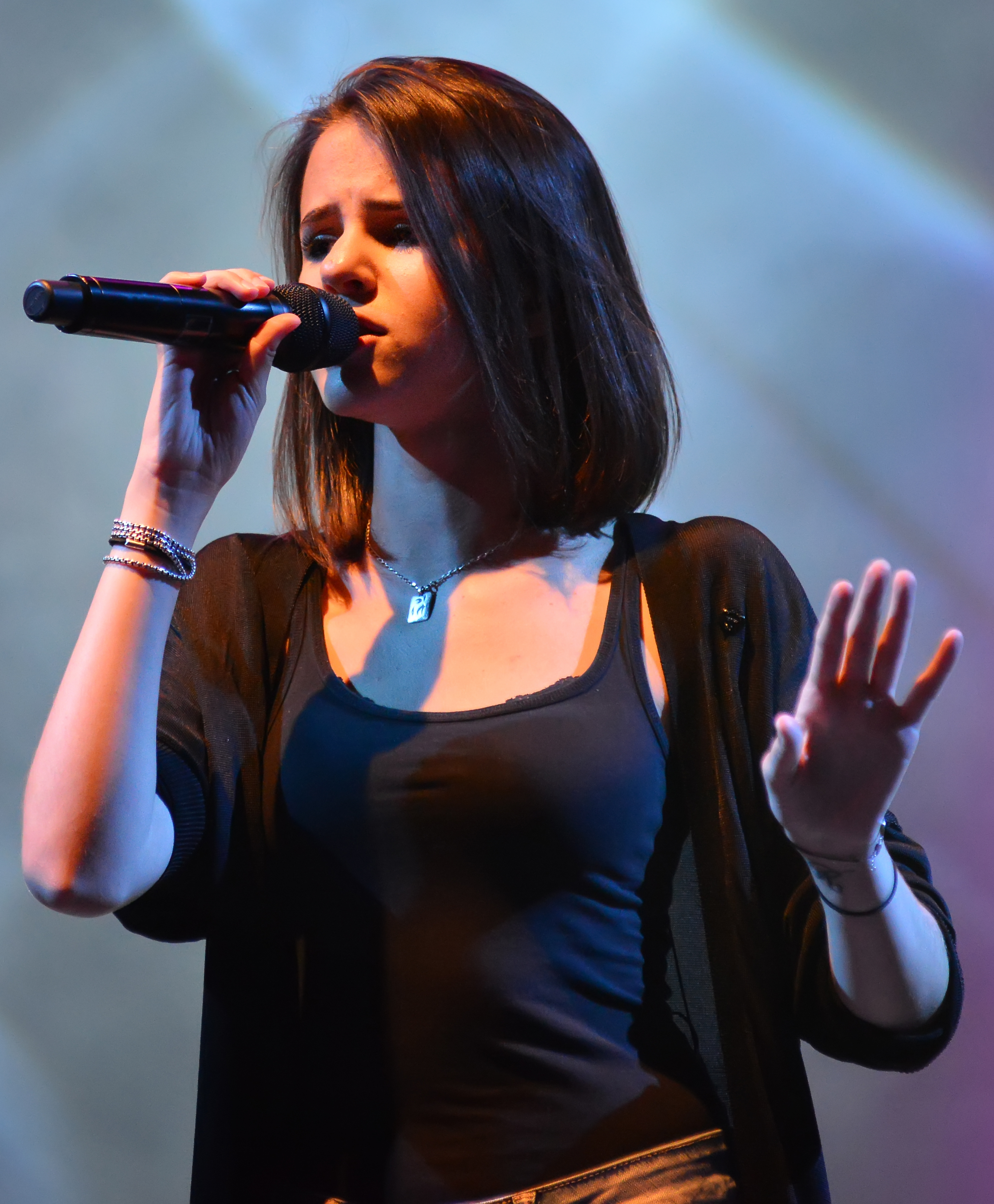
Marina Kaye im Juli 2016

### ExplicitundThe Explicit Tour(2017–2018)
Bereits 2015 kündigte Dalmas via Twitter und Instagram an, sie hat die Arbeiten an ihrem zweiten Studioalbum begonnen. Am 19. Mai 2017 erschien die erste Auskopplung mit dem Titel On My Own; am 22. September folgte mit Merci Quand Même die zweite. Mit diesem Stück probierte sie sich erstmals in französischer Sprache. Trotz der gemischten Rezensionen der beiden Singles sowie der niedrigeren Verkaufszahlen des Albums wurde Explicit in Frankreich mit Goldstatus ausgezeichnet. In den französischen Albumcharts erreichte es Rang 14, in den belgischen Charts konnte Explicit sich auf Rang 26 platzieren. Mit This Time Is Mine und Something erschienen die dritte und vierte Singleauskopplung, wohingegen letztere Platz 73 in den französischen Charts und Platz 97 in Belgien erlangen konnte.
Ende 2017 gab Dalmas bekannt, dass sie sich auf unbestimmte Zeit von den Medien distanzieren wolle. So sagte sie gegenüber der Zeitschrift LaParisien, der Sender RTL habe ihr Alkoholmissbrauch vorgeworfen. Dalmas selbst dementierte diese Gerüchte um ihren angeblichen Probleme mit Alkohol; auch warf sie der Presse vor, ihre Kommentare falsch dargestellt zu haben.
Im Frühling 2018 begann ihre zweite Tournee The Explicit Tour, die durch Frankreich, Belgien und die Schweiz führte. Die Tour begann am 17. März in Saint-Dizier. Wichtige Stationen waren unter anderem in Lille, Straßbourg, Lyon, Bordeaux, Montpellier, Toulouse und Lausanne. Letzter Halt war am 24. April im L'Arsenal in Metz, wo die Tournee endete.

### Twisted(2019–2023)
Für ihr drittes Studioalbum reiste Marina Kaye nach London und Los Angeles, wo sie unter anderem mit David Stewart und Jessica Agombar zusammenarbeitete. Beide wurden bereits in die Produktion des erfolgreichen Songs Dynamite von BTS miteinbezogen. Bis auf die beiden Titel Twisted und Questions, die in Los Angeles produziert wurden, fanden die Aufnahmen für die anderen Tracks in London statt. Als erste Single erschien Twisted am 18. September 2019 unter dem erst kürzlich gewechselten Label PIAS Group. Nach kurzer Produktionszeit wurden nacheinander die drei Singleauskopplungen Double Life, The Whole 9 und 7 Billion veröffentlicht. Zu letzteren erschienen zusätzlich Musikvideos. Bis auf die Auskopplung Double Life konnten die restlichen drei Singles Chartpositionen erreichen. Am 6. November 2020 veröffentlichte sie ihr drittes Album Twisted, dass Platz 23 in den französischen Albumcharts erreichte. Trotz der positiven Resonanz seitens zahlreicher Kritiker und Fans blieb der erhoffte Erfolg weit hinter dem der beiden vorherigen Alben zurück. Ein Hauptgrund war auch die COVID-19-Pandemie, die am Tag der Veröffentlichung zahlreiche Schließungen von Kultureinrichtungen und Absagen von Konzerten zur Folge hatte.

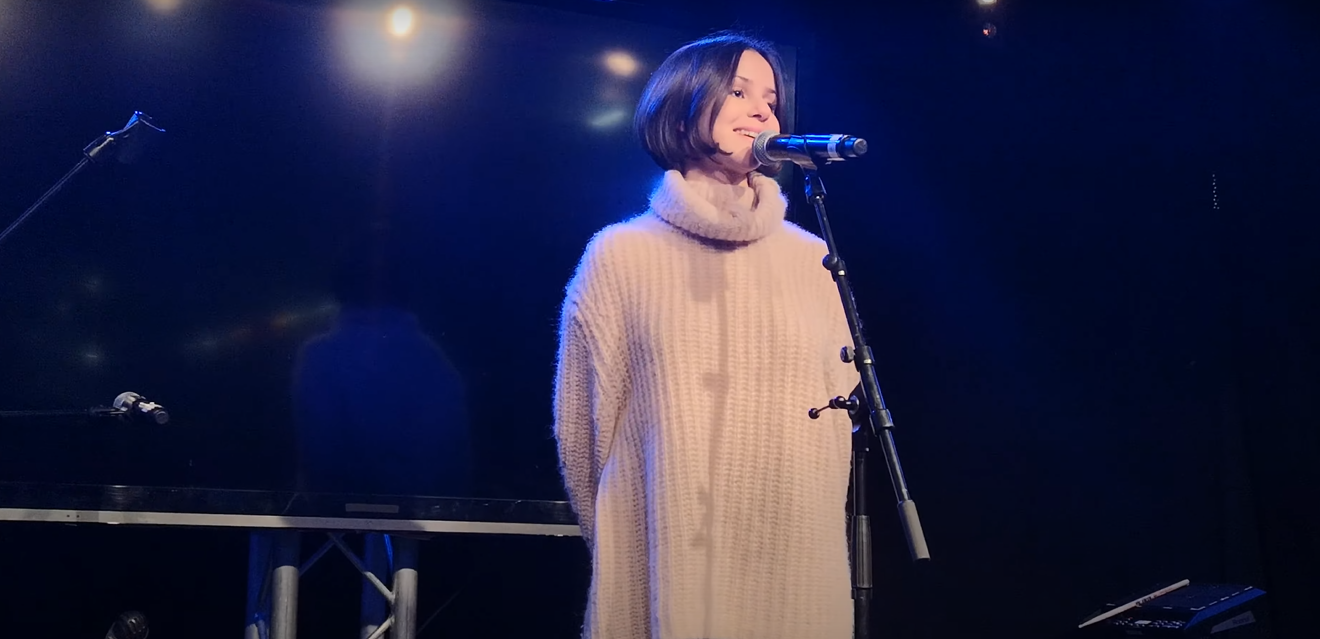
Dalmas bei einem Live-Auftritt (2019)

Ab November 2021 wirkte Marina Kaye am Album Amours & Pianos der Sängerin Nicoletta mit. Dieses Coveralbum, bestehend aus 12 Neuinterpretationen aus dem Repertoire der Sängerin, wurde in rein musikalischer Begleitung eines Klaviers produziert. Das Lied Il est mort de soleil erschien als Kompilation am 9. November 2021. Zwei Monate später war Dalmas an der Produktion von L'Héritage Goldman (Vol. 1) - avec le chœur gospel de Paris des Gospelchors Le Chœur Gospel de Paris beteiligt. Im Dezember erschien Pas toi, ein Tribut an den französischen Sänger Jean-Jacques Goldman. Als eigentlich erste Single gewählt, war dieser Song ursprünglich nicht als Bestandteil des Albums geplant. Dalmas hingegen bestand jedoch darauf, eine Coverversion des Originals von 1986 aufzunehmen. Anfang 2022 gingen Le Chœur Gospel de Paris auf nationale Tournee durch Frankreich. Im September 2022 trat die Gruppe im Olympia und im Grand Rex in Paris auf.
Am 15. November 2022 beendete Dalmas die Zusammenarbeit mit der PIAS Group. Noch Ende des Jahres unterschrieb sie einen neuen Vertrag bei TGIT Music SA/Twin Music. Im März 2023 erschien mit Heavenbound die erste Single ihres gleichnamigen vierten Studioalbums.

### Heavenbound(seit 2024)
Zu Beginn des Jahres 2024 gab Dalmas bekannt, dass sie die Veröffentlichung eines neuen Studioalbums plane. Am 26. April 2024 erschien ohne große Vorankündigung ihr viertes Album Heavenbound. Bereits im Jahr zuvor erschien im März 2023 die titelsgleiche Single sowie eine Kompilation mit dem Schweizer Sänger Gjon's Tears. Das Album erreichte nach der Veröffentlichung Rang 27 in den französischen Charts.

### Persönliches
Im Juni 2022 lernte Kaye während einer Veranstaltung den ebenfalls aus Marseille stammenden Grégory Llorens kennen. Llorens lebte ein paar Jahre in Sydney, bevor er nach Frankreich zurückkehrte. Sechs Monate später, im Januar 2023, gaben Kaye und Llorens via Instagram ihre Verlobung bekannt.
Am 12. August 2023 ließen sich beide standesamtlich in ihrer Heimatstadt Marseille trauen. Nach etwa einem Jahr beschlossen Kaye und Llorens, ihr Eheversprechen zu erneuern und gaben sich am 28. September 2024 bei einer kirchlichen Trauung ein zweites Mal das Ja-Wort.
Nach der Hochzeit nahm Kaye den Namen Llorens an, veröffentlicht jedoch weiterhin ihre Werke unter dem Künstlernamen Marina Kaye.
Dalmas wohnte bis Oktober 2020 in ihrer Heimatstadt Marseille, bevor sie nach Genf übersiedelte, wo sie seitdem lebt.
Am 29. März 2025 teilte Dalmas via Instagram mit, dass sie ihr erstes Kind erwartet.

## Diskografie

### Alben
| Jahr | Titel       | Höchstplatzierung, Gesamtwochen, AuszeichnungChartplatzierungen (Jahr, Titel, Platzierungen, Wochen, Auszeichnungen, Anmerkungen) | Höchstplatzierung, Gesamtwochen, AuszeichnungChartplatzierungen (Jahr, Titel, Platzierungen, Wochen, Auszeichnungen, Anmerkungen) | Höchstplatzierung, Gesamtwochen, AuszeichnungChartplatzierungen (Jahr, Titel, Platzierungen, Wochen, Auszeichnungen, Anmerkungen) | Anmerkungen                                               |
| Jahr | Titel       | FR | BEW | CH | Anmerkungen                                               |
| ---- | ----------- | --- | --- | --- | --------------------------------------------------------- |
| 2015 | Fearless    | FR3 ×3Dreifachplatin · (114 Wo.)FR                                                                                                | BEW8 (96 Wo.)BEW | CH20 (20 Wo.)CH | Erstveröffentlichung: 18. Mai 2015 Verkäufe: + 300.000    |
| 2017 | Explicit    | FR8 Gold · (28 Wo.)FR | BEW26 (20 Wo.)BEW | CH22 (4 Wo.)CH | Erstveröffentlichung: 20. Oktober 2017 Verkäufe: + 50.000 |
| 2020 | Twisted     | FR23 (8 Wo.)FR | BEW57 (4 Wo.)BEW | — | Erstveröffentlichung: 6. November 2020                    |
| 2024 | Heavenbound | FR27 (… Wo.)FR | — | — | Erstveröffentlichung: 26. April 2024                      |

### EPs
- 2014: Homeless

### Singles
| Jahr | Titel Album                     | Höchstplatzierung, Gesamtwochen, AuszeichnungChartplatzierungen (Jahr, Titel, Album, Platzierungen, Wochen, Auszeichnungen, Anmerkungen) | Höchstplatzierung, Gesamtwochen, AuszeichnungChartplatzierungen (Jahr, Titel, Album, Platzierungen, Wochen, Auszeichnungen, Anmerkungen) | Höchstplatzierung, Gesamtwochen, AuszeichnungChartplatzierungen (Jahr, Titel, Album, Platzierungen, Wochen, Auszeichnungen, Anmerkungen) | Anmerkungen                         |
| Jahr | Titel Album                     | FR | BEW | CH | Anmerkungen                         |
| --- | ------------------------------- | --- | --- | --- | ----------------------------------- |
| 2014 | Homeless Fearless               | FR1 Platin · (82 Wo.)FR | BEW1 Gold · (36 Wo.)BEW | CH25 (14 Wo.)CH | Erstveröffentlichung: 16. Juni 2014 |
| 2015 | Sounds Like Heaven Fearless     | FR134 (2 Wo.)FR | — | — | feat. Lindsey Stirling Promosingle  |
| 2015 | Dancing with the Devil Fearless | FR49 (34 Wo.)FR | — | — |                                     |
| 2016 | Only the Very Best Balavoine(s) | FR43 (4 Wo.)FR | — | — |                                     |
| 2016 | Freeze You Out Fearless         | FR69 (13 Wo.)FR | — | — |                                     |
| 2017 | On My Own Explicit              | FR51 (9 Wo.)FR | — | — |                                     |
| 2017 | Something Explicit              | FR74 (17 Wo.)FR | — | — |                                     |
| Folgende Lieder erschienen nicht als Single, wurden aber durch das Album zum Download und Streaming bereitgestellt und konnten somit eine Platzierung erlangen: |                                 | | | |                                     |
| |                                 | | | |                                     |
| 2014 | Live Before I Die Fearless      | FR185 (1 Wo.)FR | — | — |                                     |
| 2017 | Vole Explicit                   | FR140 (1 Wo.)FR | — | — |                                     |
| 2017 | Vivre Explicit                  | FR161 (1 Wo.)FR | — | — | feat. Soprano                       |
| 2017 | Merci quand même Explicit       | FR186 (1 Wo.)FR | — | — |                                     |
| 2019 | Twisted                         | FR110 (1 Wo.)FR | — | — |                                     |
| 2020 | The Whole 9 Twisted             | FR36 (1 Wo.)FR | BEW83 (1 Wo.)BEW | — |                                     |
| 2020 | 7 Billion Twisted               | FR55 (1 Wo.)FR | — | — |                                     |

Weitere Singles
- 2016: The World Belongs To Us (Bande originale du film "Robinson Crusoé")
- 2019: Twisted (Acoustic Version)
- 2020: The Whole 9 (Acoustic Version)
- 2020: Double Life
- 2023: Heavenbound
- 2023: Heavenbound (Acoustic Version)
- 2023: Why Do The Bad Things Feel Good
- 2024: The Freedom in Goodbye (Let it go)

### Gastbeiträge
| Jahr | Titel Album           | Höchstplatzierung, Gesamtwochen, AuszeichnungChartplatzierungen (Jahr, Titel, Album, Platzierungen, Wochen, Auszeichnungen, Anmerkungen) | Höchstplatzierung, Gesamtwochen, AuszeichnungChartplatzierungen (Jahr, Titel, Album, Platzierungen, Wochen, Auszeichnungen, Anmerkungen) | Höchstplatzierung, Gesamtwochen, AuszeichnungChartplatzierungen (Jahr, Titel, Album, Platzierungen, Wochen, Auszeichnungen, Anmerkungen) | Anmerkungen                                                      |
| Jahr | Titel Album           | FR | BEW | CH | Anmerkungen                                                      |
| ---- | --------------------- | --- | --- | --- | ---------------------------------------------------------------- |
| 2016 | Mon Everest L’Everest | FR11 Platin · (57 Wo.)FR | BEW32 (8 Wo.)BEW | — | Erstveröffentlichung: 10. Oktober 2016 Soprano feat. Marina Kaye |

Weitere Gastbeiträge
- 2021: Il est mort le soleil (Version Piano – Voix)
Nicoletta feat. Marina Kaye
- 2021: Pas toi
L'Héritage Goldman, Le Chœur Gospel de Paris & Marina Kaye

## Filmografie
- 2017: Papounet